# 第一沃茲內森卡
46°7′48″N 29°28′51″E / 46.13000°N 29.48083°E
第一沃茲內森卡（烏克蘭語：Вознесенка Перша）是位於烏克蘭西南部的村莊，由敖德萨州博爾赫拉德區的巴甫利夫卡市鎮負責管轄。該村處於賈拉爾河畔，始建於1819年，面積2.09平方公里，海拔高度84米，2001年人口1,044。